# Chosroiden

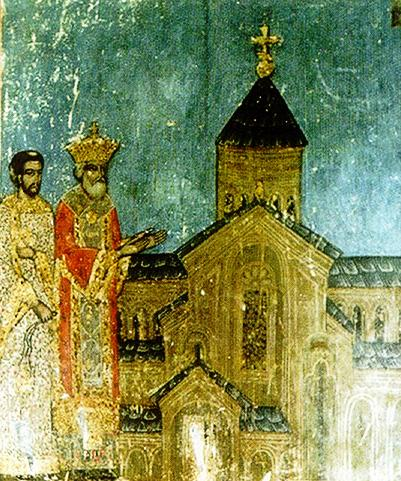
Mirian III. auf einem Wandbild in der Swetizchoweli-Kathedrale

Die Chosroiden (georgisch ხოსრო[ვ]იანი, Khosro[v]iani) waren eine Dynastie von Königen und Prinzen, die vom 4. bis zum 9. Jh. n. Chr. das frühe georgische Reich Iberien regierten. Vermutlich iranischen Ursprungs und ein Zweig der Mihraniden nahmen die Chosroiden im Jahr 337 das Christentum an und taktierten zwischen den Byzantinern und Sassaniden, um einen gewissen Grad an Unabhängigkeit zu bewahren. Nach der Abschaffung des Königtums in Iberien durch die Sassaniden 580 überlebte die Dynastie in zwei eng verwandten, aber auch manchmal konkurrierenden Linien der Älteren Chosroiden und der Jüngeren Guaramiden bis zum frühen 9. Jh., als sie dann von den georgischen Bagratiden abgelöst wurden.

## Ursprung
Gemäß der frühen mittelalterlichen georgischen Überlieferung wurde der erste König der Chosroiden Mirian III. (reg. 284–361) durch seinen Vater, der in den Quellen als Chosrau, Großkönig des Irans (vgl. Chosrau I.) auftaucht, eingesetzt. Mirian war mit einer iberischen Prinzessin und Tochter des letzten georgischen Arsakidenkönig Aspacures I. verheiratet. Dies geschah während der Herrschaft der Sassaniden im Iran, und es wird angenommen, dass die iberische Dynastie mit den Sassaniden verwandt gewesen ist. Trotzdem ist die exakte Verwandtschaftsbeziehung zwischen beiden Dynastien unklar. Sassanidische Könige mit dem Namen Chosroes/Chosrau tauchen erst viel später auf; so dass sich entweder die georgischen Annalen mit dem Namen des Vaters Mirians irren oder der Name Chosroes als ein allgemeiner Begriff für König verwendet wurde.
Cyril Toumanoff nahm an, dass die Chosroiden ein Zweig der adeligen Mihraniden waren. Diese waren einer der großen sieben Familien Irans und entfernt mit den Sassaniden verwandt. Zwei ihrer anderen Zweige kamen bald auf die Throne von Gogarene und Gardman, zweier kaukasischer Fürstentümer, deren Bewohner Georgier, Armenier und Albaner waren, wobei hier nicht die gleichnamigen Albaner aus dem Balkan in Südosteuropa gemeint sind, sondern ein antiker Volksstamm aus dem Kaukasus.
Der georgische Historiker Giorgi Melikishvili aber zweifelt am iranischen Ursprung der Chosroiden und sieht sie als eine örtliche Dynastie, die einen mythologischen fremden Ursprung erfunden hat, was nicht ungewöhnlich für feudale Genealogien ist. Andererseits könnte die georgische Überlieferung die Stammtafel Mirians so übertrieben haben, um ihn zum Sohn eines iranischen Großkönigs zu machen.

## Die frühen Chosroiden

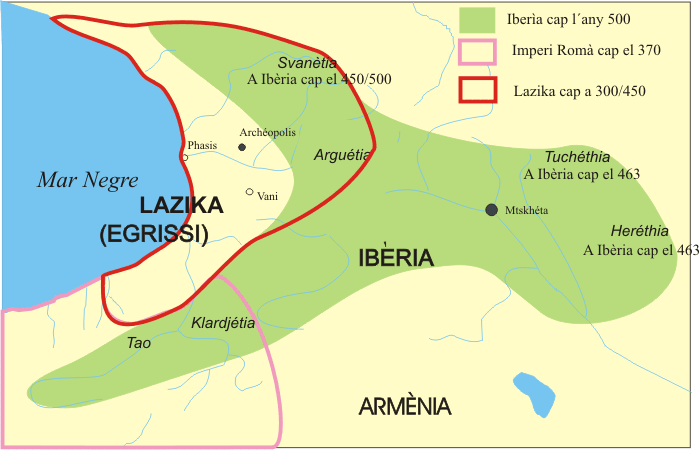
Iberien unter Wachtang I. Gorgassali

Der Aufstieg der Mihraniden auf die Throne im Kaukasus war faktisch eine Manifestation des Sieges der Sassaniden über die Reste der parthischen Arsakiden in der Region, deren armenischer Zweig sich im Verfall befand und deren georgische Linie schon ausgestorben war.
Als ein iranischer Vasallenkönig beteiligte sich der Gründer der Chosroiden Mirian III. (reg. 284–361) am sassanidischen Krieg gegen Rom. Trotzdem bekam Rom im Frieden von Nisibis 298 die Oberhoheit über Ostgeorgien, erkannte aber Mirian als König von Iberien an. Mirian passte sich schnell den neuen Machtverhältnissen an und baute enge Bindungen zu Rom auf. Diese Verbindung wurde später verstärkt, als die Missionarin Nino Mirian seine Ehefrau Nana und die Hausgemeinschaft ungefähr im Jahr 337 zum Christentum bekehrte. Trotzdem wetteiferten die Sassaniden mit Rom weiter um den Einfluss über Iberien und waren zwischenzeitlich erfolgreich, als sie 361 den prorömischen Nachfolger Mirians Saurmag II. zu Gunsten des proiranischen Aspacur II. absetzten.
Der römische Kaiser Valens intervenierte und setzte Saurmag II. 370 wieder ein, dabei wurde es Aspacurs Sohn und Nachfolger Mithridates III. (reg. 365–380) erlaubt, die östlichen Gebiete des Reiches zu kontrollieren. Dennoch konnten die Sassaniden 380 ihre Ansprüche durchsetzen, vereinigten Iberien unter der Herrschaft Aspacur III. (reg. 380–394) und begannen Tribute von Iberien zu nehmen. Offenbar erkannten die Römer den Verlust Iberiens im Vertrag von 387 zur Teilung Armeniens an. Gegen den wachsenden iranischen Einfluss in Ostgeorgien, der auch die Förderung des Zoroastrismus beinhaltete, wehrten sich die christliche Kirche und ein Teil des Adels, die Erfindung des georgischen Alphabets als wichtiges Instrument der Ausbreitung der christlichen Lehre ist das wichtigste kulturelle Erbe dieses Kampfes. Die Chosroidenkönige von Iberien blieben, ungeachtet ihrer christlichen Religion, in der Regel ihren iranischen Oberherrn loyal, bis Wachtang I. Gorgassali (reg. 447–522), der wohl bekannteste Herrscher der Chosroiden und angebliche Gründer von Tiflis, seine politische Ausrichtung 482 änderte und sein Reich und Kirche an der byzantinischen Politik orientierte. Er führte dann zusammen mit dem armenischen Prinzen Vartan Mamikonian eine offene Revolte gegen die Sassaniden an und setzte diesen verzweifelten, aber letztendlich erfolglosen Kampf bis zu seinem Lebensende fort.

## Die späten Chosroiden
Nach Wachtangs Tod 522 befand sich die Familie im Niedergang und übte nur noch eine begrenzte Autorität über Iberien aus, die Regierung wurde dabei durch den iranischen Vizekönig in Tiflis im Kompromiss mit den örtlichen Prinzen geleitet. Als Bakur III. 580 starb, nutzten die Sassaniden die Chance, das Königtum ohne großen Widerstand der iberischen Aristokratie abzuschaffen. Von der Krone entfernt, blieben die Erben Wachtangs in ihren Festungen in den Bergen – die älteren Chosroiden in der Provinz Kachetien und die kleinere Linie der Guaramiden in Klardschetien und Dschawachetien. Ein Mitglied der Letzteren Linie namens Guaram I. (reg. 588–590) revoltierte 588 gegen die Sassaniden und schwor dem byzantinischen Kaiser Maurikios die Loyalität und erhielt von diesem den hohen byzantinischen Titel des Kuropalates. Er war mit der Wiederherstellung der iberischen Autonomie in Form eines Prinzipats erfolgreich. Dies war eine neue Vereinbarung, die der Iran im Friedensvertrag 591 akzeptierte und die Iberien zwischen Byzanz und Iran auf der Höhe von Tiflis aufteilte. Guarams Sohn und Nachfolger Stephanus I. (reg. 590–627) wechselte auf die Seite der Sassaniden und vereinigte Iberien, womit er letzten Endes eine energische Reaktion vom byzantinischen Kaiser Herakleios (reg. 610–641) hervorrief, der zusammen mit den Chasaren in Iberien einfiel und Tiflis nach einer schweren Belagerung 627 einnahm. Herakleios ließ Stephanus I. lebendig schinden und gab sein Amt an den probyzantinischen Prinzen Adarnase I. (reg. 627–637/642).
Von Herakleios wieder eingesetzt, behielt die Dynastie der Chosroiden ihre probyzantinische Linie energisch bei, aber Stephanus II. (reg. 637/642-c. 650) wurde gezwungen, sich dem arabischen Kalifat, das zur dominierenden Regionalmacht wurde, zu unterwerfen. Nach Adarnases II. (reg. c. 650–684) Tod kamen die rivalisierenden Guaramiden mit Guaram III. (reg. 684-c. 693) wieder an die Macht, und die älteren Chosroiden zogen sich in ihre Apanage in Kachetien zurück, wo ihr prominentes Mitglied und Heiliger der georgischen Kirche Artschil 786 durch die Hände der Araber zum Märtyrer wurde. Nach Artschils Tod verließ sein Sohn Iovane († c. 799) die Heimat in Richtung des byzantinischen Egrisi (Lasika) in Westgeorgien, während sein jüngerer Sohn Dschuanscher (reg. 786-c. 807) in Kachetien blieb und Latavri heiratete, die Tochter des Prinzen Adarnase von Erusheti-Artani, der die georgischen Bagratiden begründete.
Die Hauptlinie der Chosroiden überlebte die jüngere Guaramidenlinie, die 786 ausstarb, zwei Jahrzehnte lang. Mit Dschuanschers Tod c. 807 starb auch sie aus. Die Besitztümer der Chosroiden in Kachetien wurden von örtlichen Adelsfamilien, die eine Abfolge von Chorbischöfen bis zum 11. Jh. bildeten, übernommen, während das Eigentum der Guaramiden in den Besitz der verwandten Bagratiden überging.

## Liste der Chosroidenherrscher

### Könige von Iberien
- Mirian III., 284–361
  - Rev II., Mitregent 345–361
- Saurmag II., 361–363, Mitregent 370–378
- Aspacur II., 363–365
- Mirdat III., 365–380, Mitregent 370–378
- Aspacur III., 380–394
- Tirdat I., 394–406
- Parsman IV., 406–409
- Mirdat IV., 409–411
- Artschil I., 411–435
- Mirdat V., 435–447
- Wachtang I. Gorgassali, 447–522
- Datschi, 522–534
- Bakur II., 534–547
- Parsman V., 547–561
- Parsman VI., 561–?
- Bakur III., ?–580

### Fürsten von Kachetien und vorsitzende Prinzen von Iberien
- Adarnase I., Fürst von Kachetien, ca. 580–637; vorsitzender Prinz von Iberien, 627–637
- Stephanus I. (II.), Fürst von Kachetien und vorsitzender Prinz von Iberien, 637–ca. 650
- Adarnase II., Fürst von Kachetien und vorsitzender Prinz von Iberien, ca. 650–684
- Stephanus II., Fürst von Kachetien, 685–736
- Mihr, Fürst von Kachetien, 736–741
- Artschil der Märtyrer, Fürst von Kachetien, 736–786
- Iovane, Fürst von Kachetien, 786–790
- Dschuanscher, Fürst von Kachetien, 786–807

### Guaramiden
- Guaram I. (588–ca. 590)
- Stephanus I. (ca. 590–627)
- Guaram II. (684–ca. 693)
- Guaram III. (ca. 693–c. 748)
- Stephanus III. (779/780–786)